# Campionati italiani estivi di nuoto 2008
I Campionati italiani estivi di nuoto 2008 si sono svolti a Spresiano tra il 16 e il 20 luglio 2008. Ai campionati erano iscritti 448 nuotatori, 213 femmine e 235 maschi.

## Podi

### Uomini
| Evento               | Oro                                                                                                  | Tempo         | Argento                                                                                               | Tempo    | Bronzo                                                                                      | Tempo    |
| Stile libero         | |               | |          |                                                                                             |          |
| 50 m                 | Federico Bocchia                                                                                     | 22.75         | Alessandro Calvi                                                                                      | 22.91    | Andrea Rolla                                                                                | 23.02    |
| 100 m                | Alessandro Calvi                                                                                     | 49.84         | Vittorio Dinia                                                                                        | 50.05    | Gianluca Maglia                                                                             | 50.14    |
| 200 m                | Emiliano Brembilla                                                                                   | 1'49.94       | Nicola Cassio                                                                                         | 1'49.99  | Federico Colbertaldo                                                                        | 1'50.12  |
| 400 m                | Francesco Vespe                                                                                      | 3'50.41       | Federico Colbertaldo                                                                                  | 3'50.54  | Andrea Busato                                                                               | 3'52.52  |
| 800 m                | Federico Colbertaldo                                                                                 | 7'52.29       | Samuel Pizzetti                                                                                       | 7'58.45  | Valerio Cleri                                                                               | 8'00.95  |
| 1500 m               | Federico Colbertaldo                                                                                 | 15'12.87      | Gabriele Zancanaro                                                                                    | 15'19.16 | Luca Baggio                                                                                 | 15'33.20 |
| Dorso                | |               | |          |                                                                                             |          |
| 50 m                 | Mirco Di Tora                                                                                        | 26.26         | Marco Malinverno                                                                                      | 26.37    | Matteo Giordano                                                                             | 26.50    |
| 100 m                | Mirco Di Tora                                                                                        | 55.86         | Sebastiano Ranfagni                                                                                   | 56.61    | Marco Malinverno                                                                            | 56.73    |
| 200 m                | Sebastiano Ranfagni                                                                                  | 1'59.90       | Damiano Lestingi                                                                                      | 2'01.37  | Riccardo Lanozzi                                                                            | 2'02.81  |
| Rana                 | |               | |          |                                                                                             |          |
| 50 m                 | Alessandro Terrin                                                                                    | 28.01         | Luca Residori                                                                                         | 28.42    | Riccardo Bartoli                                                                            | 28.70    |
| 100 m                | Mattia Pesce                                                                                         | 1'01.96       | Edoardo Giorgetti                                                                                     | 1'02.72  | Fabio Scozzoli                                                                              | 1'02.85  |
| 200 m                | Luca Pizzini                                                                                         | 2'13.87       | Michele Vancini                                                                                       | 2'15.21  | Loris Facci                                                                                 | 2'15.38  |
| Farfalla             | |               | |          |                                                                                             |          |
| 50 m                 | Mattia Nalesso                                                                                       | 23.74 - RI    | Paolo Facchinelli                                                                                     | 23.85    | Matteo Salomoni                                                                             | 24.57    |
| 100 m                | Lorenzo Benatti                                                                                      | 53.84         | Stefano Iacobone                                                                                      | 53.98    | Marco Pellizzon                                                                             | 54.16    |
| 200 m                | Niccolò Beni                                                                                         | 1'59.78       | Francesco Vespe                                                                                       | 2'00.08  | Paolo Villa                                                                                 | 2'00.22  |
| Misti                | |               | |          |                                                                                             |          |
| 200 m                | Federico Turrini                                                                                     | 2'03.25       | Vanni Mangoni                                                                                         | 2'03.64  | Fabio Scozzoli                                                                              | 2'04.69  |
| 400 m                | Luca Marin                                                                                           | 4'19.45       | Federico Turrini                                                                                      | 4'21.90  | Luca Angelo Dioli                                                                           | 4'24.09  |
| Staffette            | |               | |          |                                                                                             |          |
| 4x100 m stile libero | Gruppo Nuoto Fiamme Gialle Lorenzo Vismara Alessandro Terrin Alessandro Chinellato Christian Galenda | 3'22.08       | Aurelia Nuoto Riccardo Bartoli Diego Statuti Fulvio Paolo Maciejak Vittorio Dinia                     | 3'22.77  | Centro Sportivo Carabinieri Mauro Gallo Alessandro Calvi Mattia Nalesso Sebastiano Ranfagni | 3'23.21  |
| 4x200 m stile libero | Circolo Canottieri Aniene Gianfranco Meschini Marco Belotti Alex Di Giorgio Nicola Cassio            | 7'21.39       | Centro Sportivo Carabinieri Francesco Vespe Alessandro Calvi Federico Cappellazzo Sebastiano Ranfagni | 7'22.36  | Ispra Swim Planet Andrea Frovi Emiliano Brembilla Michele Cosentino Lorenzo Benatti         | 7'22.64  |
| 4x100 m misti        | Centro Sportivo Carabinieri Sebastiano Ranfagni Michele Vancini Mattia Nalesso Alessandro Calvi      | 3'40.95 - RIS | Gruppo Nuoto Fiamme Gialle Damiano Lestingi Alessandro Terrin Alessandro Chinellato Christian Galenda | 3'42.56  | Circolo Canottieri Aniene Mattia Aversa Edoardo Giorgetti Marco Belotti Nicola Cassio       | 3'44.10  |

### Donne
| Evento               | Oro                                                                                      | Tempo         | Argento                                                                                      | Tempo          | Bronzo                                                                                                | Tempo    |
| Stile libero         |                                                                                          |               |                                                                                              |                | |          |
| 50 m                 | Cristina Chiuso                                                                          | 25.22         | Silvia Di Pietro                                                                             | 26.04          | Gigliola Tecchio                                                                                      | 26.06    |
| 100 m                | Erika Ferraioli Cristina Chiuso                                                          | 56.11         |                                                                                              |                | Renata Spagnolo                                                                                       | 56.22    |
| 200 m                | Renata Spagnolo                                                                          | 2'00.86       | Alice Carpanese                                                                              | 2'01.62        | Silvia Florio                                                                                         | 2'02.14  |
| 400 m                | Federica Pellegrini                                                                      | 4'09.44       | Flavia Zoccari                                                                               | 4'11.16        | Giulia Bolgiani                                                                                       | 4'15.40  |
| 800 m                | Irene De Biasi                                                                           | 8'38.90       | Martina Rita Caramignoli                                                                     | 8'43.31        | Martina Grimaldi                                                                                      | 8'43.76  |
| 1500 m               | Alessia Filippi                                                                          | 15'52.84 - RE | Irene De Biasi                                                                               | 16'26.29 - RIC | Giulia Bolgiani                                                                                       | 16'31.45 |
| Dorso                |                                                                                          |               |                                                                                              |                | |          |
| 50 m                 | Elena Gemo                                                                               | 28.91 - RI    | Valentina De Nardi                                                                           | 29.63          | Alice Parisi                                                                                          | 29.64    |
| 100 m                | Elena Gemo                                                                               | 1'02.05       | Valentina De Nardi                                                                           | 1'03.56        | Alice Parisi                                                                                          | 1'03.83  |
| 200 m                | Roberta Ioppi                                                                            | 2'14.76       | Romina Armellini                                                                             | 2'14.82        | Valentina D’Intino                                                                                    | 2'16.43  |
| Rana                 |                                                                                          |               |                                                                                              |                | |          |
| 50 m                 | Roberta Panara                                                                           | 32.09         | Giulia Fabbri                                                                                | 32.52          | Ombretta Plos                                                                                         | 32.65    |
| 100 m                | Giulia Fabbri                                                                            | 1'10.16       | Ombretta Plos Silvia Rossi                                                                   | 1'10.26        | |          |
| 200 m                | Irene Bonora                                                                             | 2'29.64       | Silvia Rossi                                                                                 | 2'29.72        | Ombretta Plos                                                                                         | 2'32.20  |
| Farfalla             |                                                                                          |               |                                                                                              |                | |          |
| 50 m                 | Cristina Maccagnola                                                                      | 27.26         | Chiara Mazzoni                                                                               | 27.89          | Camilla Buizza                                                                                        | 28.11    |
| 100 m                | Francesca Segat                                                                          | 1'00.39       | Ambra Migliori                                                                               | 1'00.51        | Chiara Mazzoni                                                                                        | 1'01.13  |
| 200 m                | Caterina Giacchetti                                                                      | 2'10.67       | Paola Cavallino                                                                              | 2'11.60        | Ambra Migliori                                                                                        | 2'11.89  |
| Misti                |                                                                                          |               |                                                                                              |                | |          |
| 200 m                | Francesca Aceto                                                                          | 2'18.70       | Elisa Pasini                                                                                 | 2'18.92        | Serenella Parri                                                                                       | 2'19.41  |
| 400 m                | Elisa Pasini                                                                             | 4'49.35       | Francesca Aceto                                                                              | 4'50.47        | Susanna Negri                                                                                         | 4'50.71  |
| Staffette            |                                                                                          |               |                                                                                              |                | |          |
| 4x100 m stile libero | Plain Team Veneto A Renata Spagnolo Alice Carpanese Silvia Copetta Maria Laura Simonetto | 3'47.61       | DDS srl Roberta Panara Annathea Bened Accornero Giorgia Mancin Eleonora Celada               | 3'49.96        | Centro Sportivo Esercito Laura Letrari Eva Crestacci Flavia Zoccari Silvia Florio                     | 3'52.83  |
| 4x200 m stile libero | Plain Team Veneto Renata Spagnolo Alice Carpanese Maria Laura Simonetto Irene De Biasi   | 8'10.53       | Aurelia Nuoto Alessia Filippi Emanuela Albenzi Martina Rita Caramignoli Rachele Bruni        | 8'14.14        | Circolo Canottieri Aniene A Ambra Migliori Alessandra Morotti Caterina Giacchetti Federica Pellegrini | 8'15.86  |
| 4x100 m misti        | Aurelia Nuoto Alessia Filippi Ginevra Ferronetti Silvia Di Pietro Cristina Chiuso        | 4'09.67       | Circolo Canottieri Aniene Romina Armellini Noemi Di Renzo Ambra Migliori Federica Pellegrini | 4'12.60        | DDS srl Carla Elena Stampfli Roberta Panara Cristina Maccagnola Giorgia Mancin                        | 4'13.20  |